# مسكن ألم

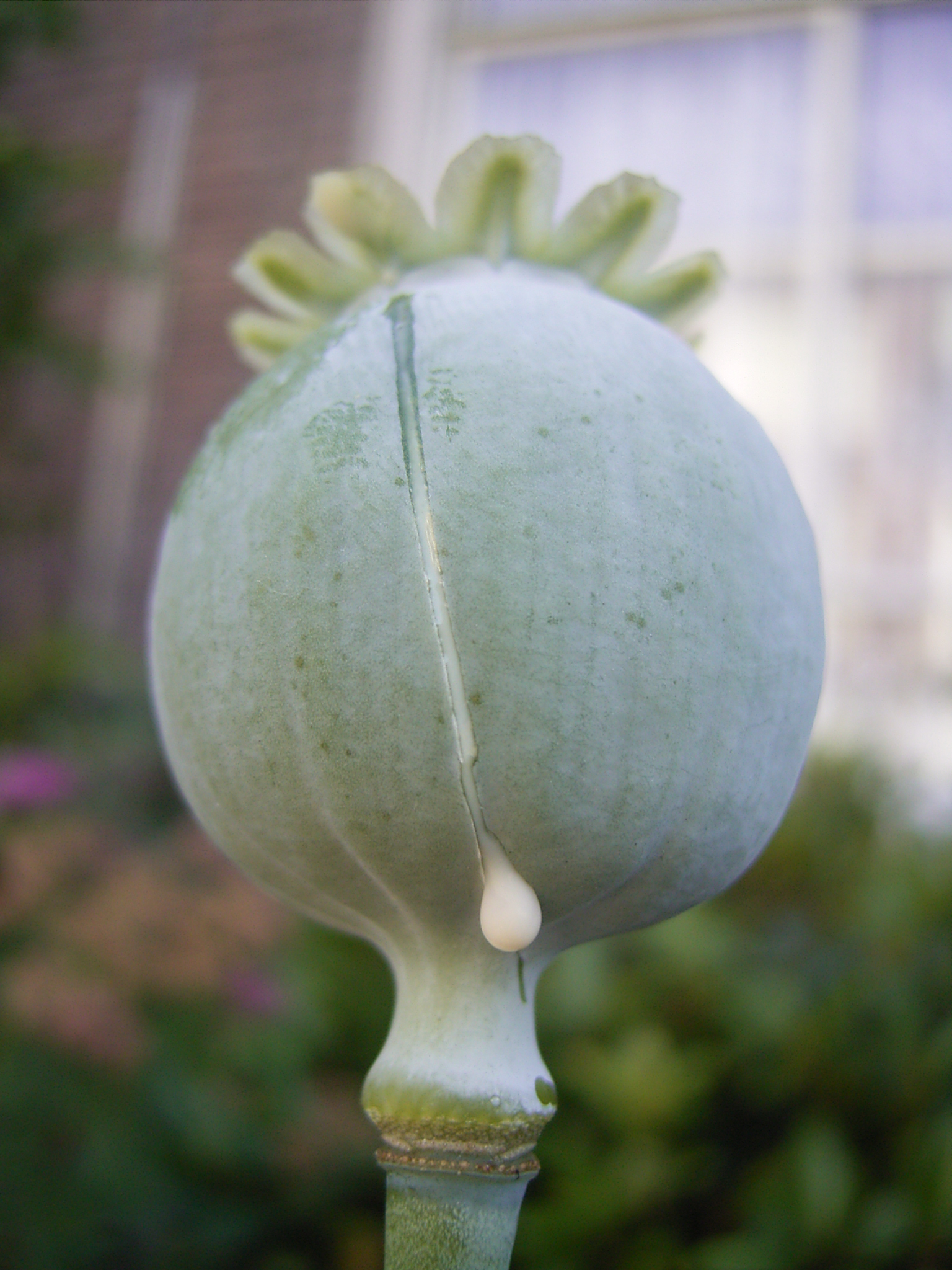
ينتج نبات الخشخاش المكونات اللازمة لفئة المسكنات التي تسمى أشباه الأفيونات.يُطلق

تعمل مسكنات الألم بطرق مختلفة على الأجهزة العصبية المحيطية والمركزية. تختلف مسكنات الألم عن الأدوية المخدرة التي تذهب الشعور كليًا بشكل مؤقت. تشمل مسكنات الألم الباراسيتامول الذي يعرف في أمريكا الشمالية باسم أسيتامينوفين أو ببساطة APAP، وتشمل المسكنات أيضًا مضادات الالتهاب اللاستيرويدية NSAIDs مثل أحماض السالسيليك، وأشباه الأفيونيات مثل المورفين والأوكسيكودون.
عند اختيار مسكنات الألم، تؤخذ بالاعتبار حدة الألم ومدى استجابة المريض للأدوية الأخرى. وجهت منظمة الصحة العالمية WHO باستخدام المسكنات الخفيفة كخطوة أولى والصعود فيما أسموه (سلم مسكنات الألم) في حال عدم الاستجابة.
يحدد اختيار مسكنات الألم أيضًا على نوع الألم. على سبيل المثال، مسكنات الألم التقليدية تظهر فعالية أقل لآلام الاعتلال العصبي، وتوجد في هذه الحالات فائدة مرجوة من استخدام أدوية لا تؤخذ في الاعتبار كثير من الأحيان، كمضادات الاكتئاب ثلاثية الحلقات، ومضادات الاختلاج.

## تصنيفات مسكنات الألم
تُصنف مسكنات الألم وفقًا للآلية التي يعمل بها على تخفيف الألم.

### الباراسيتامول ومضادات الالتهاب اللاستيرويدية
الباراسيتامول، المعروف أيضًا باسم الأسيتامينوفين، هو دواء يستخدم لعلاج الألم والحمى. ويُستخدم عادةً للألم الخفيف إلى المتوسط. يُستخدم الباراسيتامول الآن لتسكين الآلام الشديدة مثل ألم السرطان وآلام ما بعد الجراحة في تركيبات خاصة مع أشباه الأفيونيات. وعادةً ما يتم استخدامه إما عن طريق الفم أو عن طريق المستقيم، ويمكن إعطاءه أيضًا عن طريق الوريد. تستمر التأثيرات ما بين ساعتين وأربع ساعات. يصنف الباراسيتامول كمسكن خفيف. كما يُعتبر الباراسيتامول آمن بشكل عام عند تناول الجرعات الموصى بها.

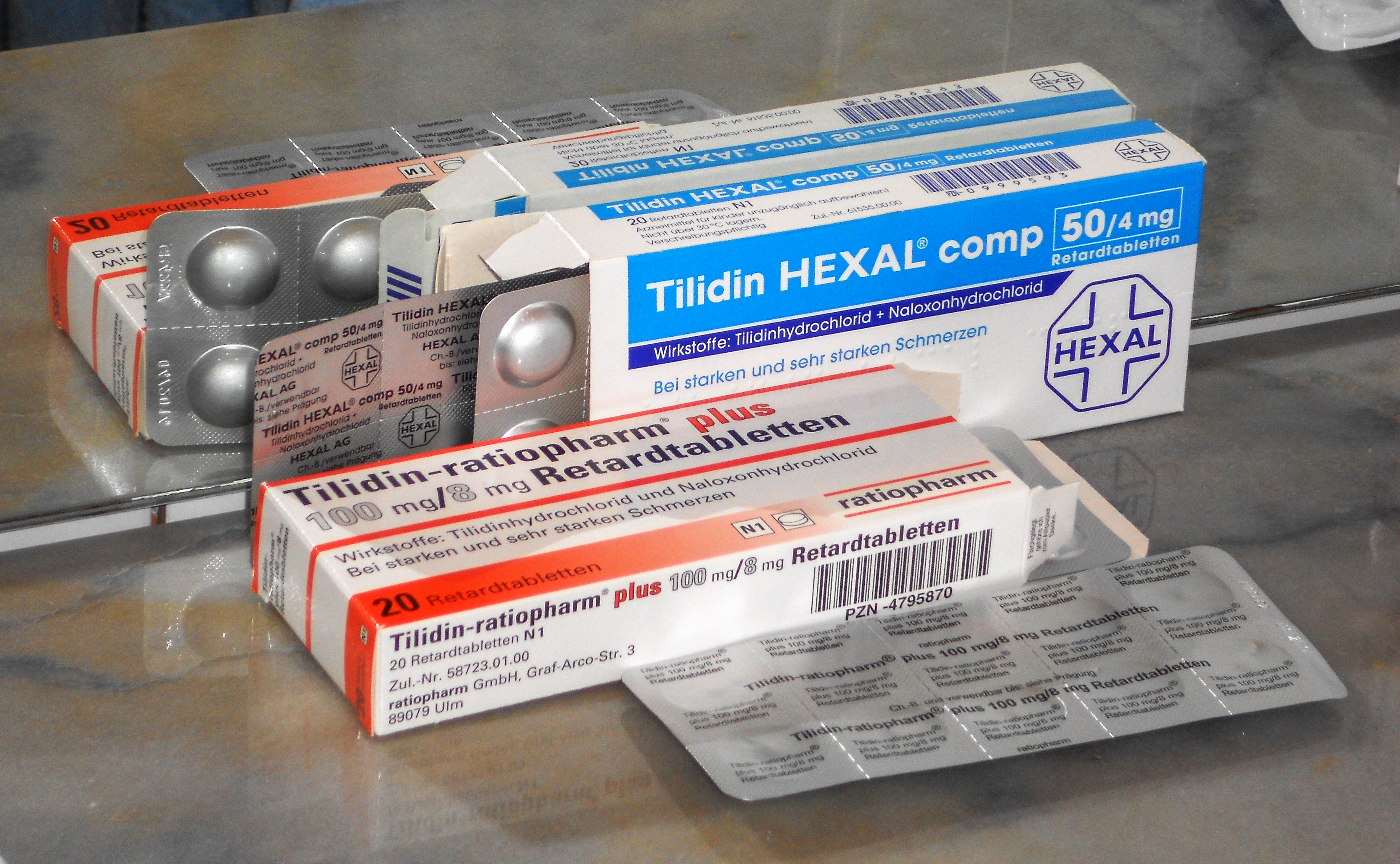
تيليدين، نوع من مسكنات الألم

لا تزال الآلية الدقيقة لطريقة عمل الباراسيتامول (الأسيتامينوفين) غير مؤكدة، ولكن يُرجح أنها تعمل بشكل مركزي على المخ وليس على النهايات العصبية. تقوم مضادات الألم اللاستيرويدية والأسبيرين بتثبيط إنزيم الأكسدة الحلقية (السايكلوأوكسجنيز)، مؤديةً بذلك إلى تقليل الإنتاج الخلوي للبروستاغلاندين. يؤدي ذلك إلى تقليل الالتهاب والألم معًا، وعلى النقيض من ذلك، تخفف أشباه الأفيونات والباراسيتامول الألم ولا تؤثر على الالتهاب.
لا توجد أعراض جانبية كثيرة للباراسيتامول، ويُعتبر دواء آمن بجرعات قليلة غير متكررة كما هو موصوف في تعليمات الشركات المصنعة له. وأي طريقة استخدام أخرى قد تؤدي إلى مضاعفات مميتة كسمية الكبد الباراسيتامولية وأحيانًا تلف الكلى. من أعراضه الجانبية اسوداد البراز أو اصطحابه بدم، زلال البول أو اصطحابه بدم، الحمى مع أو بدون القشعريرة التي لا علاقة لها بالمرض المرجو علاجه، آلام أسفل الظهر وجوانبه، بقع دبوسية حمراء على الجلد، الطفح الجلدي، الشرى، الحكة، التهاب الحلق، بقع بيضاء على الشفاه أو بداخل الفم، الانخفاض المفاجئ في كمية البول، النزف والكدمات، التعب أو الإعياء، اصفرار العيون أو الجلد.
بينما يؤخذ الباراسيتامول عادةً عن طريق الفم أو الشرج، اكتشف المستحضر الوريدي لهذا الدواء عام 2002، وقد تبين فعايلته بتخفيف الألم وخفض استهلاك أشباه الأفيونات أثناء العمليات الجراحية، ولكن يحد من استخدامه سعره الباهظ.
قد تعرض مضادات الالتهاب اللاستيرويدية بعض المرضى للقرحة الهضمية،الفشل الكلوي، تفاعلات الحساسية، وبعض الأحيان تسبب طنين الأذن. كما تعرض المريض للنزيف بتأثيرها على عملالصفائح الدموية. ثبت وجود ارتباط بيت استخدام الأطفال تحت عمر 16 للأسبرين بوجود التهاب فيروسي ومتلازمة راي، وهي متلازمة نادرة وخطيرة تسبب في اعتلال الكبد الشديد.

### مثبطات إنزيم السايكلوأوكسجنيز 2
اشتقت هذه الأدوية من مضادات الالتهاب اللاستيرويدية NSAIDs التي تثبط إنزيم الأكسدة الحلقية (سايكلوأوكسجنيز)  بنوعيه: سايكلوأوكسجنيز1 وسايكلوأوكسجنيز2. توصلت الأبحاث إلى أن معظم الآثار المؤذية لهذا النوع من الأدوية تحصل نتيجة تثبيط إنزيم سايكلوأوكسجنيز 1، بينما يحصل تأثير تخفيف الألم من تثبيط إنزيم سايكلوأوكسجنيز 2. ولذلك، تم استحداث مثبطات السايكلوأوكسجنيز 2 فقط، نقيضًا لأنواع الدواء التقليدية التي تثبط سايكلوأوكسجنيز 1 و2. تتمع هذه الأدوية (مثبطات السايكلوأوكسجنيز 2 فقط مثل روفيكوكسيب، سيليكوكسيب، وإيتيروكوكسيب) بنفس فعالية مضادات الألم اللاستيرويدية NSAIDs، ولكن يقل خطرها على نزف الجهاز الهضمي.
بعد الاعتماد واسع النطاق لمثبطات السايكلوأوكسجنيز 2، اكتُشف أن معظم الأدوية في هذا النوع من المسكنات تؤدي إلى رفع خطر أمراض القلب والشرايين 40٪، مما أدى إلى سحب دواءي روفيكوكسيب وفالديكوكسيب، والتحذير من أدوية أخرى. يبقى دواء الإيتوريكوكسيب آمن نسبيًا، مع وجود مخاطر الجلطات الخثارية شبيهًا بمضادات الالتهاب اللاستيرويدية مثل الديكلوفيناك.

### أشباه الأفيونات
يُظهر المورفين والأنواع الأخرى مثال (الكودايين، والأوكسي كودون، وهيدروكودون، وثنائي هيدرومورفين، بيثيدين) جميعها تأثير مماثل على نظام مستقبلات المواد الأفيونية الدماغية. يعتقد أن بيوبرينورفين هو ناهض جزئي لمستقبلات المواد الأفيونية، والترامادول هو ناهض لمستقبلات المواد الأفيونية ولديه خصائص شبيهة بخصائص مثبطات إعادة امتصاص النورإبنفرين. التركيب الجزيئي للترامادول أقرب إلى تركيب الفينلافاكسين منه إلى تركيب الكودايين، ويحقق تخفيف الألم عن طريق استثارة مستقبلات ميو μ وعن طريق الإطلاق السريع للسيروتونين وتثبيط إعادة امتصاص النورإبنفرين.
تُعد أشباه الأفيونات فعالة كمسكنات ألم، ولكنها لا تخلو من الأعراض الجانبية الشديدة. قد يشعر المرضى الذين يستخدمون المورفين بالغثيان والرغبة بالتقيؤ، مما يدعو إلى صرف مضادات التقيؤ مثل الفينيرجانز. وفي حال حدوث حكة جراء استخدام أي من أشباه الأفيونات، يتطلب هذا التحول إلى استخدام دواء آخر من ذات النوع. ومن المتوقع أن يحصل الإمساك لكل من يستخدم أشباه الأفيونات، لذا تُستخدم الملينات والمسهلات الحاوية مادة اللاكتولوز عادةً بالإضافة للمسكنات.
ومع هذا كله، تُعتبر أشباه الأفيونات والمسكنات المشابهة تعتبر آمنة وفعالة شرط أن تستخدم حسب التعليمات. ومن المخاطر أيضًا احتمالية حدوث الإدمان، وهو تعود جسم المستخدم على الدواء، مما يحد من فعالية الدواء ويتطلب زيادة الجرعة للحصول على أثر مماثل للسابق، وتشكل هذه المشكلة قلق لمن يعاني من الآلام المزمنة. يمكن الوقاية من التعود على أشباه الأفيونات بصرف أكثر من نوع بجرعات مختلفة حتى لا يحدث إدمان على نوع دون الآخر.

### الكحول
من الصعب وصف آثار تعاطي الكحول لعلاج الألم. يتمتع الكحول بتأثيرات بيولوجية وعقلية واجتماعية تؤثر على عواقب تعاطي الكحول للألم. يمكن للاستخدام المعتدل للكحول أن يقلل من أنواع معينة من الألم في ظروف معينة. كما لوحظ أن محاولة استخدام الكحول لعلاج الألم تؤدي إلى نتائج سلبية بما في ذلك الإفراط في شرب الخمر وإدمان الكحول.

### الحشيش الطبي
يمكن أن يشير الحشيش الطبي أو الماريجوانا الطبية إلى استخدام القنب والكانابينويد لعلاج المرض أو تحسين الأعراض. كا توجد أدلة تشير إلى أن القنب يمكن أن يُستخدم لعلاج الألم المزمن والتشنجات العضلية، مع وجود بعض التجارب التي تُشير إلى تخفيف آلام الأعصاب باستخدام المواد الأفيونية.

### الفلوبيرتين
يُعد الفلوبيرتين فاتح قنوات أيونات البوتاسيوم في الجهاز العصبي المركزي، إضافة إلى حوزه خصائص أخرى. ويستخدم هذا الدواء في أوروبا في علاج الصداع النصفي المتوسط فأشد، كما يستخدم كوسيلة لإرخاء العضلات. ليس لهذا الدواء خصائص مضادات الكولين، ولا يُرى تأثيره على مستقبلات الدوبامين والسيروتونين والهيستامين. لا يسبب هذا الدواء الإدمان، ولكن قد يحصل تعود عليه بشكل نادر مما يتطلب زيادة الجرعة.

### مسكنات أخرى
تُستخدم أدوية مختلفة أخرى لعلاج الألم في حالات الآلام المزمة وآلام الاعتلال العصبي. أثبتت مضادات الاكتئاب ثلاثية الحلقات وخصوصًا الكلوميبرامين فعالية بتخفيف الألم. كما يستخدم دواء النيفوبام في أوروبا بالإضافة إلى أشباه الأفيونات الآنف ذكرها لزيادة الفعالية وتخفيف الألم. كما تستخدم مضادات الاختلاج مثل الكارباميزابين، والقابابينتين، والبريجابالين في علاج آلام العتلال العصبي. لا تزال طريقة عمل هذا النوع من الأدوية غير معروفة بشكل كامل، ولكن من الملحوظ أثرها في تخفيف الشعور بالألم.

## استخدامات مسكنات الألم

### التركيبات والخلطات
تُستخدم مسكنات الألم عادة بشكل تركيبات وخلطات تحتوي أكثر من دواء واحد، فيستخدم مثلًا الباراسيتامول والكودين كتركيبة متوفرة في الصيدليات بالاسم التجاري سولبادين. كما توجد مسكنات الألم مخلوطة مع مضيقات الأوعية الدموية كالسودوإفدرين لعلاج التهابات الجيوب الأنفية، أو مع مضادات الهيستامين لعلاج الحساسيات.
تُظهر الخلطات المختلفة للأدوية المسكنة الخفيفة مثل الأسبرين وآيبوبروفين وبابروكسين ومضادات الالتهاب اللاستيرويدية الأخرى بالإضافة إلى أشباه الأفيونات متوسطة القوة كالهايدروكودون فعالية أكثر عندما تخلط تآزريًا لتقوم بتخفيف الألم. قد يسبب خلط بعض الأدوية فائدة أكبر مقارنةً بأخذ أحدهابشكل منفرد، مع الأخذ بالاعتبار الخطورة الممكنة الناجمة عن خلط بعض الأدوية بأخرى.

### المسكنات الموضعية واللاموضعية
تُستخدم المسكنات الموضعية لتفادي حدوث الأعراض الجانبية العامة. يستخدم مثلًا الهلام الحاوي الآيبوبروفين أو الديكلوفيناك لعلاج آلام المفاصل، كما يستخدم الكابسيسين موضعيًا. ويمكن حقن بعض المخدرات الموضعية مثل اللايدوكين مع الستيرويد لغرض تخفيف الألم على المدى الطويل. ويستخدم اللايدوكين عادةً موضعيًا لتقرحات الفم ولتخدير الفم اللازم قبل إجراء عمليات الأسنان البسيطة. وفي عام 2007، أخطرت إدارة الغذاء والدواء الأمريكية المستهلكين والعاملين في مجال الرعاية الصحية بالأضرار المحتملة من استخدام بعض المخدرات الموضعية مثل التتراكين، البنزوكين، والبريلوكلين.

### المسكنات المؤثرة على العقل
تتميز مادة رباعي الهايدروكانيبول المستخلصة من نبات القنّب ببعض خصائص مسكنات الألم، ولكن يبقى استخدام مستخلصات القنب غير قانوني في معظم الدول. هذا وأثبتت دراسة أن استنشاق دخان القنب فعال في تخفيف الألم الناجم عن الاعتلالات العصبية كما في مرض التصلب المتعدد. من المسكنات المؤثرة على العقل أيضًا مادة الكيتامين، الكلونيدين، والميكسيليتين.

### المسكنات المساعدة وغير النمطية
تُستخدم بعض الأدوية غير المسكنة لتسكين الألم. فتستخدم مضادات الاكتئاب مثلًا من الجيل الأول مثل أميتربتلين والجديدة مثل دولوكسيتين وإضافتها لمضادات الالتهاب اللاستيرويدية NSAIDs وأشباه الأفيونات لعلاج الألم الناتج عن اعتلال الأعصاب وغيره. بينما تمكن أدوية أخرى فعالية بعض المسكنات، فدواء الهايدروكسيزين والبروميثازين والكاريسوبرودول والتربيلينامين يزيد من فعالية تخفيف الألم لدى أشباه الأفيونات.
تتضمن المسكنات المساعدة أو اللانمطية أدوية النيفوبام، وأورفانادرين، بيريغابالين، غابابنتين، سايكلوبنزابرين، سكوبولامين، وغيرها من أدوية مضادات الكولين، ومضادات الاختلاج. تُستخدم هذه الأدوية إضافة إلى المسكنات للتحكم بالألم الناتج من أمراض الأعصاب.
لوحظ أن دواء الديكستروميثورفان يعيق من حدوث التعود لأشباه الأفيونات ويزيد من فعاليتها. كما أنه استعمل كحول الإيثانول كمسكن ألم فيالحرب الأمريكية الأهلية، وكان مسجلًا في دستور الصيدلة الأمريكي (الأقرباذين) حتى عام 1916 عندما منعت الحكومة الأمريكية استخدامه، ولكنه عاد للاستخدام في العقد الرابع من القرن الماضي فدواء مخفف للألم، عازيًا فعاليته لأثره المباشر في الجهاز العصبي المركزي. ولكن لا ينصح استخدامه كمسكن بالمقارنة مع الخيارات المتاحة الآن، نظرًا لأعراضه الجانبية والمخاطر المصاحبة لاستخدامه.

يتنامى استخدام المسكنات المساعدة واللانمطية في طب الألم، إذ تُكتشف الاستخدامات الجديدة سنة تلو الأخرى. وتحارب العديد من هذه الأدوية الأعراض الجانبية لاستخدام أشباه الأفيونات، مثل استخدام مضاد الهيستامين للحد من اطلاق الهيستامين الحاصل بعد استخدام أشباه الأفيونات.

### الطب البديل
يستخدم كثير من الناس الطب البديل بما في ذلك الأدوية لتخفيف الآلام. كما توجد بعض الأدلة على أن بعض العلاجات التي تستخدم الطب البديل يمكن أن تخفف بعض أنواع الألم بشكل أكثر فاعلية من العلاج الوهمي. ويخلص البحث المتاح إلى أنه سيكون من الضروري إجراء المزيد من الأبحاث لفهم أفضل لاستخدام الطب البديل.